# سليمان متولي سليمان
سليمان متولي سليمان (25 أكتوبر 1927- 8 أغسطس 2017)، سياسي ومهندس مدني مصري سابق، تولى وزارة النقل والمواصلات والنقل البحري بين عامي 1980 و1999، وهي أطول فترة استوزار في مجال النقل في تاريخ مصر، شهدت البلاد خلالها مشاريع مثل القطار التوربيني وإنشاء المرحلة الأولى من مترو الأنفاق بالقاهرة.

## نشأته وتدرجه الوظيفي
ولد سليمان في قرية ميت العبسي التابعة لمركز قويسنا بمحافظة المنوفية في 25 أكتوبر 1927. تخرج من كلية الهندسة جامعة القاهرة بقسم الهندسة المدنية عام 1949، وعمل مهندسًا بوزارة الري عام 1949. انتقل للقوات المسلحة كضابط بسلاح المهندسين في الفترة بين عامي 1950 و1956، وأثناء ذلك تلقى دراسات علمية وعملية في الولايات المتحدة عام 1954. انتقل مرة أخرى للمؤسسات المدنية كمدير للمكتب الفني لوزير المواصلات 1965-1960، ثم أصبح أصغر مدير عام لمؤسسة النقل الداخلي بين عامي 1961-1966، ثم رئيسًا لمجلس إدارة مؤسسة الطرق والكباري بين عامي 1966-1976. ثم محافظًا لبني سويف من مارس 1976 إلى مايو 1977، ثم محافظًا للمنوفية من مايو 1977 إلى أكتوبر 1978. وبعدها عمل وزيرًا للحكم المحلي وشؤون مجلس الوزراء في وزارة د. مصطفى خليل من أكتوبر 1978 إلى مايو 1980، ثم وزيرًا للنقل والمواصلات والنقل البحري في وزارة الرئيس السادات مايو 1980 وحتى وزارة د. كمال الجنزوري التي استقالت في أكتوبر 1999. وأضيفت إليه وزارة الطيران المدني من 1993. وكان عضوًا بمجلس الشعب عن قويسنا منذ عام 1979 وحتى عام 2000.

## أهم أعماله

### أثناء توليه مؤسسة الطرق والكباري
-	إعادة تأهيل المطارات التي تلقت الضربة الإسرائيلية في يونيو 1967، لتعود بنفس الكفاءة خلال أسابيع، والعمل المتواصل على ذلك تحت نار القصف ونار الحر.
-	المشاركة في بناء حائط الصواريخ من خلال إنشاء شبكة من الطرق بين تلك المواقع الجديدة لإيصال المعدات إليها، وإمدادها بالمؤن، وتسهيل الانتقال منها وإليها.
-	إقامة ساتر ترابي على الضفة الغربية من القناة يزيد ارتفاعه عن الساتر الترابي الإسرائيلي الشهير على الضفة الأخرى، بحيث أصبحت الضفة الشرقية تحت نظر القوات المصرية، وفي الوقت ذاته زود بمرابض للدبابات وتجهيزات لا تجعل منه حائلًا دون العبور عندما تأتي لحظته.

### أثناء توليه محافظة بني سويف
-	تنشيط دور الوحدات المحلية في إقامة مشروعات إنتاجية مثل تربية وتسمين العجول.
-	تنفيذ وافتتاح أول كلية في بني وسيف وهي كلية التجارة.
-	تنفيذ مشروعات البنية الأساسية خاصة إنارة الطرق بين القرى.

### أثناء توليه محافظة المنوفية
-	إنشاء مناطق صناعية لتحقيق تكامل مجتمعي والحد من البطالة.
-	إنشاء كلية أزهرية.
-	تنفيذ مشروعات البنية الأساسية خاصة إنارة الطرق بين القرى، وحل مشكلة انقطاعات المياه عن القرى.

### أثناء وزارات النقل والمواصلات والنقل البحري

#### في مجال النقل
-	أنشئت في عهده أكبر عدد من الكباري تربط ضفتي النيل، ومنها كباري (بنها) و (دسوق) و (المنصورة) و (شربين) و (ميت غمر) و (فارسكور)، و (بني سويف) و (المنيا) و (أسيوط) و (الأقصر).
-	بدأ في عهده كوبري (أسوان) وهو أول كوبري معلق على النيل، وكوبري (سوهاج)، وبدأ في عهده كوبري (السلام) وهو الكوبري المعلق فوق قناة السويس.
-	زادت الطرق من 16 ألف كم إلى 44 ألف كم حين انتهى من عمله الوزاري، وشملت ازدواجات الطرق الرئيسية مثل القاهرة-الإسكندرية، والقاهرة-السويس، والمحلة-دمياط.
-	تضاعفت قدرة السكك الحديدية ثلاثة أضعاف، وتم ازدواج خط القاهرة أسوان وهو الأمر المنتظر منذ أيام الإنجليز!.
- كما عادت السكك الحديدية إلى بورسعيد وإلى سيناء، وتم إنشاء كوبري سكك حديدية عبر قناة السويس.
-	وتم إنشاء خط سفاجة – الواحات لخدمة الصناعات التعدينية في أبو طرطور.
-	تجديد نظام الإشارات، وتحديث عربات السكك الحديدية.

##### مشروع مترو الأنفاق
-	بدأ هذا المشروع في أوائل الثمانينات لإنقاذ القاهرة التي كانت تختنق من الزحام في تلك الفترة، وواجه سيلًا من التشكيك، بعضه من داخل مجلس الوزراء ذاته، فالبعض لم يدرك أهمية المشروع في سحب الزحام من سطح الأرض إلى باطنها وتخفيف العبء على الطرق المكتظة وتوفير الملايين من ساعات العمل وإنقاذ القاهرة من جزء لا يستهان به من العادم والتلوث، فبعضهم ظنه مشروع رفاهية وقال (إن القبيحة تتجمل)، وبعضهم أكد على استحالة تنفيذه لعدم وجود لوحات تفصيلية للبنية الأساسية وشبكاتها أسفل القاهرة، وبعضهم أثار الذعر فيما يتعلق بالمباني التي تقع عند مسار المترو والخشية من انهيارها، وبعضهم تحدث عن اختناق القاهرة خلال سنوات تنفيذ المشروع، وبعضهم تحدث عن الكساد التجاري في تلك المناطق، لكن المهندس سليمان متولي خاض معركته مع كل تلك المستويات، ونجح في النهاية – متسلحًا بالعلم والرؤية والتخطيط والدراسات الفنية والاجتماعية المتكاملة لأكبر بيوت الخبرة العالمية – في إقناع القيادة السياسية بالمشروع، وتذليل العقبات الفنية في البداية، ثم النفسية التي بدأت في التداعي واحدًا بعد الآخر مع تقدم العمل بنجاح.
- وتم افتتاح وتشغيل المرحلة الأولى من الخط الأول في أكتوبر 1987، ثم مرحلته الثانية في إبريل 1989، لتكتمل المسافة من حلوان إلى المرج، ثم الخط الثاني من شبرا إلى الجيزة والذي افتتحت مراحله في أكتوبر 1996، سبتمبر 1998، إبريل 1999، وتغير وجه القاهرة.

#### في مجال المواصلات
- أعيد بناء مرفق الاتصالات، وزادت الخطوط من 540 الف خط ضمن منظومة متهالكة إلى أكثر من سبعة ملايين خط.
- انتهت في عهده قوائم الانتظار التي كانت تصل في بعض السنترالات إلى عشرين عامًا.
- إحلال وتجديد السنترالات والشبكات، ورفع كفاءة خدمة الاتصالات الدولية.
-	إدخال خدمة التليفون المحمول وإنشاء أول شبكاته في مصر عام 1997.

#### في مجال النقل البحري
- إعادة تأهيل الموانئ وزيادة عدد الأرصفة والقضاء على التأخير والغرامات الباهظة المترتبة عليه والتي كانت تتحملها الدولة، ورفع طاقة الموانئ من 25مليون طن/سنة إلى 54 مليون طن/سنة.
- إنشاء ميناء نويبع للربط مع ميناء العقبة وتحقيق الربط البحري بين مصر والأردن، ولاسباب قدرتها القيادة السياسية وقتها تقرر أن يتم تنفيذ هذا الميناء بكافة مرافقه في أربعة أشهر فقط !، وكان ذلك يمثل تحديًا هندسيًا ولوجستيًا شبه مستحيل، وتم في موعده.
- إنشاء العديد من الموانئ الجديدة مثل ميناء دمياط الجديد، وميناء شرق التفريعة وميناء العين السخنة.
- توسيع وتعميق ميناء الإسكندرية.
-	تجديد الأسطول التجاري وزيادة وحداته وزيادة حمولاته من نصف مليون طن إلى 1.9 مليون طن.

#### في مجال الطيران المدني
-	تطوير مطارات القاهرة وبرج العرب والأقصر وأسوان والغردقة وشرم الشيخ والواحات.
-	تحديث أنظمة المراقبة الجوية ونظم الاتصالات والتدريب.
-	إنشاء مطارات عبر المستثمرين في العلمين ومرسى علم والفرافرة، بالإضافة إلى إنشاء مطار العوينات.

## أوسمة ونياشين وشهادات تقدير
-	وسام الجمهورية من الدرجة الأولى 1980.
-	وسام الجمهورية من الدرجة الأولى 1985.
-	وشاح النيل 2001 
- الدكتوراه الفخرية من جامعة المنوفية 1984 
- الدكتوراه الفخرية من الأكاديمية العربية للعلوم والتكنولوجيا والنقل البحري 2010 
-	وسام الوطني الفرنسي للاستحقاق من طبقة ضابط عظيم 1983.
-	وسام الكوكب الأردني من الدرجة الأولى 1985.
- وسام تحرير الكويت 1991.